# Souad Al-Shammari
Souad Al-Shammari, née le 5 juillet 1966 à Ras al-Khafji en Arabie saoudite, est une ancienne avocate qui a été condamnée à trois mois de prison sans inculpation pour avoir travaillé sur le blog Libérez les libéraux  saoudiens avec Raif Badawi, un des créateurs du blog. 
C’est une activiste féministe qui a lutté contre le système politique de l' Arabie Saoudite, notamment contre l'interdiction de la conduite pour les femmes.

## Biographie
Souad Al-Shammari, est née le 5 juillet 1966 dans la ville de Ras al-Khafji. 
Elle a été placée en détention le 28 octobre 2014 pour quatre heures d'interrogatoire au bureau des enquêtes à Djedda et s'est faite emprisonner le 29 octobre 2014 pour avoir insulté l'islam après avoir publié des remarques sur des dignitaires religieux sur Twitter mais, d'après ses témoignages, elle nie l'avoir fait et s'oppose seulement aux abus de corruption. Elle a reçu une peine de trois mois. Les conditions de détention étaient atroces et insupportables. Elle fut graciée par le roi saoudien Salmane ben Abdelaziz Al Saoud, le 29 janvier 2015. Elle se fait libérer après avoir signée une promesse d'arrêter et de réduire son activisme. À la suite de ce passage en prison, Souad Al-Shammari n'a plus le droit de participer aux conférences hostiles aux gouvernements,,.

## Activités

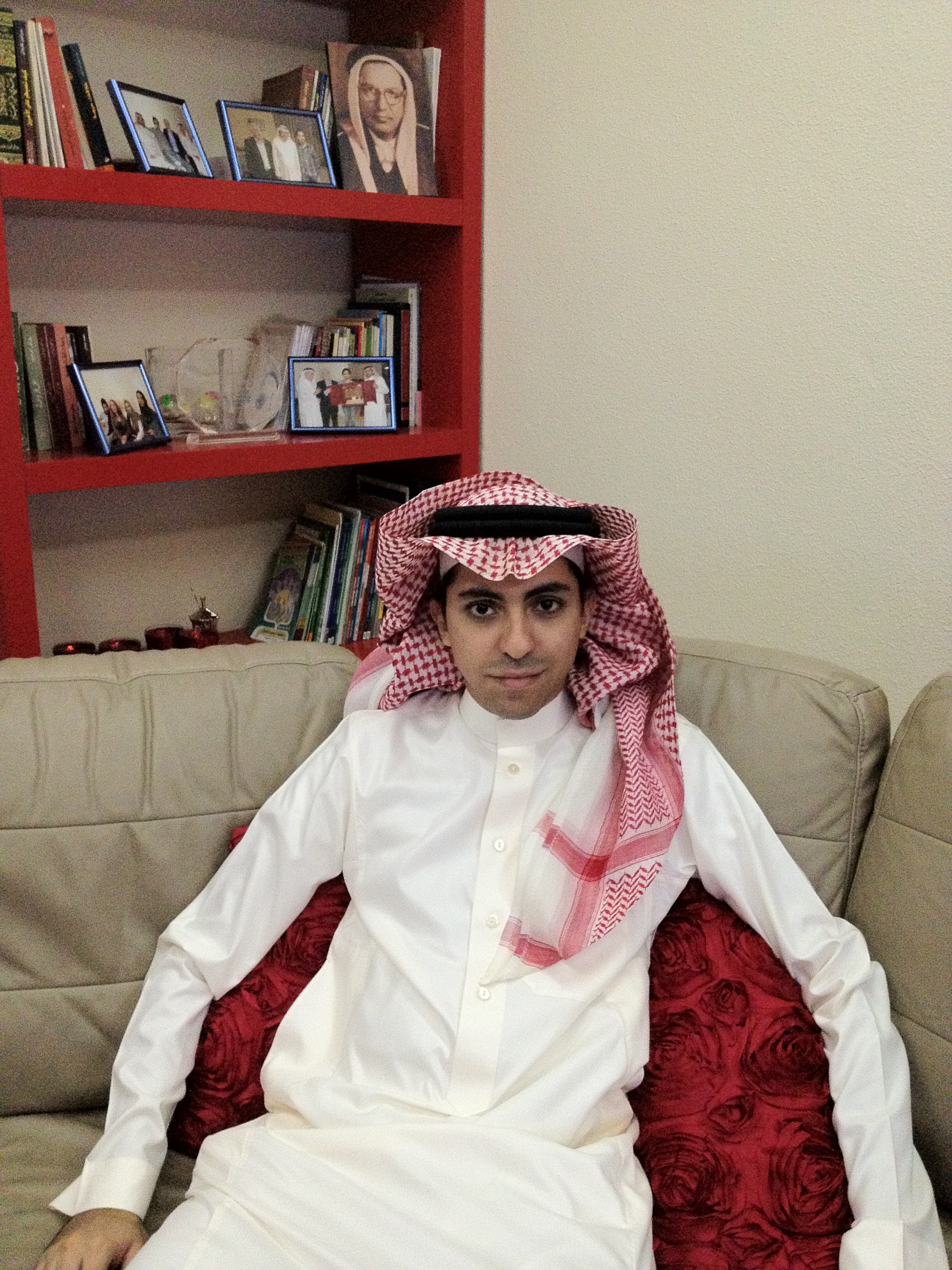
Raif Badawi en Arabie saoudite avant son arrestation.

C'est une militante saoudienne qui défend les droits des femmes. Elle est connue pour son opposition au système de tutelle en Arabie saoudite et elle a participé à plusieurs campagnes et conférences pour les interdictions liées à la femme en Arabie saoudite, comme la conduite. Elle dirige également le réseau de libéraux saoudiens. Souad al-shammari a cofondé le site Liberal Saudi Network avec Raif Badawi qui est un de ses proches. Raif Badawi est toujours inculpé pour son militantisme et pour avoir insulter l'Islam. Il est condamné à 10 ans de prison et 1 000 coups de fouet. Il a été fouetté en public le 9 janvier 2015 et le site a été définitivement fermé en avril 2014.